# Clarián de Landanís
El Clarián de Landanís es un ciclo de libros de caballerías españoles del siglo XVI que alcanzó una apreciable popularidad. Varios de los episodios contenidos en obras de este ciclo sirvieron de inspiración para el Quijote.
Del ciclo de los Clarianes se conocen cinco obras distintas:

## I.-La historia del muy noble y esforçado caballero don Clarián de Landanís, hijo del rey Lantedón de Suecia
Esta obra fue publicada por primera vez en Toledo en 1518, a cargo de la imprenta de Juan de Villaquirán, que había sucedido al editor Hagenbach en 1512. Villaquirán imprimió también, en octubre de 1515, La demanda del sancto Grial en la ciudad imperial. Del 
autor de la primera parte del Clarián, Gabriel Velázquez de Castillo, poco se sabe. De la edición princeps queda un ejemplar en la Biblioteca Nacional de Viena (antigua Biblioteca Imperial), y de la de Sevilla (1527) hay uno en la Biblioteca Nacional de Madrid. Las ediciones de Lisboa (1528) y Medina del Campo (1542) solo se conocen por referencias.
El Libro primero, claramente inspirado en el Amadís de Gaula, relata la vida y aventuras de Don Clarián de Landanís, hijo del rey Lantedón de Suecia y de la reina Damavela, así como sus amores con la princesa Gradamisa, hija del emperador Vasperaldo de Alemania.

### Autor y dedicatoria
Sobre el autor de Clarián de Landanís, Gabriel Velázquez de Castillo, solo se cuenta con los datos contenidos en su propia obra: que era vecino de la ciudad de Guadalajara y que al escribir el libro era de "juvenil edad" (cap. 91). No se conoce ninguna otra obra suya: a pesar de que anunció que escribir¡a una segunda y una tercera parte de Don Clarián, las continuaciones del libro se debieron a otros ingenios. Debió ser persona de cierta ilustración, ya que tenía aceptables conocimientos históricos (por ejemplo, sobre los reyes visigodos, los Emperadores de Bizancio, etc.) y mitológicos. De seguro estaba bien familiarizado con las historias caballerescas de su época; en Clarián de Landanís hallamos mencionados a Lanzarote del Lago, a la reina Ginebra, a Tristán de Leonís y a la reina Iseo, y es muy posible que hubiera leído el Amadís de Gaula, aunque no cita el nombre de este al enumerar los grandes caballeros de la Antigüedad. Parece también que sabía bastante sobre Alemania, ya fuera por medio de lecturas o por haberla visitado. Hay además un detalle que llama la atenci¢n: Don Clarián de Landanís, hijo de los reyes de Suecia, acostumbra a usar un escudo con tres coronas de oro, motivo heráldico efectivamente vinculado con la Casa Real de ese país y que todavía hoy aparece en las armas de sus monarcas. Cabe afirmar que la cultura de Velázquez de Castillo era superior a la de otros autores de libros de caballerías, y que supo utilizarla hábilmente para aumentar la verosimilitud de su obra y fortalecer su supuesta historicidad. Aunque no es un escritor muy notable, su lenguaje tiene elegancia en muchos párrafos. La narración es bastante ágil, y a pesar de la profusión de personajes, sus aventuras son presentadas de un modo que mantiene el interés del lector.
Velázquez de Castillo dedicó su libro a Charles de Lannoy (1482-1527), caballerizo mayor y buen amigo del rey español Carlos I (todavía no era Emperador en 1518), y posteriormente Virrey de Nápoles. Se ignora qué tipo de relación hubo entre el escritor y Lannoy. En la edici¢n princeps aparece mencionado como "ilustre y muy magnífico señor Charles de Mingoual, Mussiur de Sanzela" y en la de 1527 como "Don Carlos de Mingroval". Velázquez del Castillo señala que se le conocía con el sobrenombre de "Monsieur le grand", y alude a sus dotes militares y a su virtud y grandeza de corazón. En algunos pasajes de su obra, el autor abandona la narración para dirigirse directamente a Lannoy, como ocurre en el capítulo 44: "Pues, oh, cuán bien andantes muy magnífico señor, se pueden llamar aquellos que semejantes príncipes o señores alcanzan, cómo sea gloria y bienaventuranza muy cumplida para ellos en este mundo, y cuánto los tales los deben amar y servir con fe, amor, lealtad y firmeza! Que por cierto los que son súbditos de príncipes o señores justos, piadosos, liberales, francos y graciosos con tan justa razón deben ser contentos y loarse, cuanto plañirse y quejarse los que al contrario los tuvieren." Otros pasajes de parecido estilo, dirigidos también a Lannoy, aparecen en los capítulos 78, 91 y 129 de la obra. Y al término de esta, Velázquez del Castillo dedica una especie de despedida al aristócrata y le llena de elogios.

## Los supuestos originales
Según un párrafo introductorio que antecede al prólogo, la historia de Don Clarián fue traducida del alemán al italiano por Faderico (sic) de Maguncia, obispo de Lanchano, por mandado del rey Fernando I de Nápoles, y del italiano al español por Gabriel Velázquez de Castillo. Todo ello responde al tópico de la falsa traducción, típico del género caballeresco, que no solamente permitía al autor acrecentar el interés del lector crédulo, sino también disculpar en cierto grado los defectos de la obra. 
En otras partes de la obra, y como parte del afán de presentarla como relato histórico, Velázquez de Castillo hace referencia a "Vandulato de Bondirmagus, obispo de Corvera", que escribió la crónica de Don Clarián "por mandado del emperador Vasperado". En el capítulo 62 se detallan las circunstancias en que se tomó esta disposición, y se explica que la historia de Don Clarián es solo parte de otra obra de mayores dimensiones: "... fue puesto por escripto todo aquello que más digno pareció de memoria, donde se hicieron ocho libros de gran volumen, a los cuales llaman en Alemania en latín Speculum militia, que en romance castellano quiere decir Espejo de caballerías. E Vadulanto de Bondirmague sacando destos libros aquellos hechos de Don Clarián que más le agradaron, y otros algunos de otros buenos caballeros compiló esta historia que tiene tres libros; así que muchas cosas que aquí se dejan de decir se hallarán en los libros Espejo de caballerías llamados. Por consiguiente, todas las más de las cosas que aquí se cuentan no se hallan allí. E porque en aquel tiempo acostumbraban escribir en latín, llaman a este libro en alemán Gloriosa sancta magni imperatoris. Mas después estos libros fueron sacados de latín en vulgar alemán por Bemón de Nurenberga, que fue un gran dotor, por mandado del emperador Filipo, bisnieto deste emperador Vasperaldo."
Las menciones de este Espejo de caballerías aparecen en otras partes de la obra, sobre todo cuando Velázquez de Castillo se refiere a hazañas de otros caballeros, ajenas a las aventuras del protagonista. Conviene aclarar que no existe ninguna conexión de esa supuesta fuente de la historia de Clarián de Landanís con el auténtico libro denominado Espejo de Caballerías, cuya primera parte se publicó en Toledo en 1525 y que es inspirado por obras carolingias italianas, ni tampoco con el Espejo de Príncipes y Caballeros de Diego Ortúñez de Calahorra, que relata las hazañas del Caballero del Febo y su hermano Rosicler, y cuya primera edición apareció en Zaragoza en 1555.

## II.-Segundo libro segundo del muy valiente y esforzado caballero Don Clarián de Landanis, hijo del rey Lantedón de Suecia
Obra impresa por primera vez en Toledo en 1522, en la imprenta de Juan de Villaquirán. Consta de un capítulo introductorio y 79 de texto. Su autor fue el maestre Álvaro de Castro, médico y humanista judeoconverso al servicio de la casa de Álvaro Pérez de Guzmán, Conde de Orgaz. Fue reimpresa en 1535. De la primera edición queda un ejemplar en la biblioteca de la Hispanic Society de Nueva York; de la segunda hay uno en la British Library de Londres.
El maestre Álvaro indica que continúa una obra ajena, 

de la qual no estaban aún escritas treinta hojas

. Quizá se trata solo de una de esas tradicionales referencias a fantasmagóricos manuscritos y crónicas en otras lenguas; pero también pudiera ser que el autor haya conocido algún borrador inicial de "otra" segunda parte de Clarián de Landanis (distinta, además, del Floramante de Colonia de Jerónimo López, con el que no guarda semejanzas.
Aunque el Segundo libro de Clarián de Landanís se ajusta a las líneas trazadas por Velázquez de Castillo en el Libro primero, está muy lejos de ser una mera imitación de éste. Entre sus rasgos más originales cabe mencionar el diálogo ágil en algunos pasajes, la inserción frecuente de refranes, el dejo humorístico de ciertos episodios y la inserción de historias entrelazadas (relatos hagiográficos y bizantinos, fábulas ovidianas, etc.). 
En el contexto general de los libros de caballerías, la obra de Castro guarda correspondencia con los textos más tempranos y realistas, como Las sergas de Esplandián, Floriseo, Arderique, Lepolemo o el segundo Lisuarte de Grecia, cuyo énfasis está en lo militar y caballeresco, mientras que Floramante de Colonia está más cercano a las obras de Feliciano de Silva, donde lo fabuloso y lo cortesano tienen un papel muy significativo.
El Segundo libro, al igual que el Libro primero, está dedicado a las aventuras del príncipe sueco Don Clarián de Landanís y sus amores y matrimonio con la princesa Gradamisa, hija del emperador Vasperaldo de Alemania. Sin embargo, en la obra de Castro también desempeñan un papel importante Riramón de Ganail, medio hermano del protagonista, y la reina Leristela de Tracia, enamorada de Don Clarián, que logra atraerlo mediante artes mágicas, haciéndole creer que se trata de su amada Gradamisa, y darle un hijo.

## III.-Segunda parte del esforzado caballero Don Clarián de Landanís y de su hijo Floramante de Colonia
Libro de caballerías cuya primera edición debió publicarse entre 1518 y 1524, aunque la única impresión que hoy se conoce es la impresa en Sevilla en 1550. Su autor fue Jerónimo López, escudero de Juan III de Portugal, a quien está dedicada la obra. 
En Floramante de Colonia, López continúa pasa por alto el Segundo libro de Álvaro de Castro y continúa la acción en el punto donde concluye la del Libro primero. Tal vez López no tuvo noticia del libro de Castro o simplemente no lo tomó en cuenta. Lo cierto es que la continuación de López se convirtió en la "verdadera" segunda parte, por el simple hecho de que la tercera y la cuarta obra del ciclo salieron también de su pluma. La continuación del maestre Álvaro, a pesar de la segunda edición sevillana de 1535, quedó como una rama seca, sin continuaciones, como el Lisuarte de Grecia de Juan Díaz o el Platir. Pero también hay que recordar que la mayoría de los libros de caballerías pertenecientes a un ciclo puede leerse por separado, sin estricta necesidad de conocer las obras previas de la serie. Además, por lo general al inicio de cada continuación hay una escueta referencia a los últimos episodios de la obra anterior, que permite al lector orientarse.
La acción de Floramante de Colonia es más compleja e intrincada que la de las obras predecesoras, e incluye numerosos recursos estilísticos como versos, fragmentos retóricos, lamentaciones, etc. 
La obra continúa con el relato de las aventuras del príncipe sueco Don Clarián de Landanís y sus amores y matrimonio con la princesa Gradamisa, hija del emperador Vasperaldo de Alemania. Al igual que en el Segundo libro de Castro, en la obra de López también desempeñan un papel importante Riramón de Ganail, medio hermano del protagonista, y la reina Leristela de Tracia, enamorada de Don Clarián, que logra atraerlo mediante artes mágicas, y darle un hijo, Vitoraldo. Sin embargo, el verdadero protagonista de la obra es Floramante de Colonia, hijo de Don Clarián y Gradamisa.

## IV.-Libro tercero de la historia de Don Clarián
Obra de Jerónimo López, impresa en Toledo en 1524. En ella se continúa la acción de Floramante de Colonia. De este Libro tercero hay un ejemplar en la British Library de Londres y aparentemente existió otro, que se ha perdido, en la Biblioteca Nacional de Madrid.
La obra continúa con el relato de las aventuras de Floramante de Colonia, iniciadas en el libro anterior de Jerónimo López, aunque el verdadero protagonista es el príncipe Deocliano, un personaje sin vínculos familiares con Don Clarián y Floramante. Un aspecto interesante con respecto a Deocliano es que utiliza los nombres de Caballero de la Triste Figura y Caballero de los Espejos, los cuales sin duda sirvieron de inspiración a Miguel de Cervantes para los apelativos de Don Quijote y del bachiller Sansón Carrasco. 

## V.-La cuarta parte de Don Clarián: llamada corónica de Lidamán de Ganail
Obra de Jerónimo López, impresa en Toledo en 1528, con el título de La quarta de Don Clarián: llamada corónica de Lidamán de Ganail. De esta edición se conserva un ejemplar en la Biblioteca Nacional de Madrid; hay también referencias a una edición de Lisboa, del mismo año 1528. 
Aunque Lidamán de Ganail continúa la acción de la Tercera parte, tiene más conexiones con Floramante de Colonia, ya que en sus páginas vuelve a ocupar un primer plano el relato de las aventuras de los caballeros de la familia de Clarián de Landanís: sus hijos Floramante de Colonia y Vitoraldo y su sobrino Lidamán de Ganail, hijo de su medio hermano Riramón. La última parte del libro se refiere a la vida de Belfortán de Numidia, hijo de Floramante, y el nacimiento de sus tres hijos, Floristeles, Floriando y Florismaltán, destinados a ser uno rey de Suecia, otro rey de Numidia y el tercero archiduque de Austria. Se anuncia también una continuación, titulada Historia de Vitasilao de la Gerosolima Empresa, en la cual se relatarían los hechos de esos tres caballeros y de Vitasilao, hijo de Vitoraldo y de Orialda, reina de Lacedemonia.
Lidamán de Ganail, al igual que el príncipe Deocliano, utiliza el nombre de Caballero de los Espejos, apelativo del bachiller Sansón Carrasco en el Quijote. 
El autor dedicó este nuevo libro de la familia de los Clarianes al mismo rey Juan III de Portugal. Aparentemente, el soberano no se había tomado mucho interés por las producciones caballerescas del escudero, puesto que éste dice en Lidamán: "... ¨por qué assí vuestra alteza se olvida de un menor siervo e criado suyo, no queriendo recebir ni acebtar mi trabajo y desseo por servicio?"

## VI-VII.- Otras continuaciones.
Hay indicios fidedignos de que se publicaron además una Quinta parte y una Sexta parte de Don Clarián de Landanís, pero de esos textos solamente queda referencia en un inventario.